# Nicoletta della Valle
Nicoletta della Valle est une juriste et haute fonctionnaire suisse, née le 28 décembre 1961.
Elle dirige l'Office fédéral de la police du 1er août 2014 au 31 janvier 2025.

## Biographie
Nicoletta della Valle naît le 28 décembre 1961. Elle a deux frères cadets. Ses grands parents paternels sont originaires de la région de Naples.
Elle grandit à Berne. Au terme de sa scolarité, elle passe une année sabbatique en Israël dans un kibboutz. À son retour en Suisse, elle entame des études de médecine, qu'elle interrompt au bout de six mois pour suivre une formation d'institutrice, elle aussi interrompue au bout de six mois. Elle étudie ensuite le droit à l'Université de Berne, où elle obtient une licence. 
Elle décroche son premier emploi au sein de l'administration fédérale, à l'Office fédéral de l'environnement, à la police des forêts, puis est nommée responsable de son service juridique. Elle est ensuite adjointe de direction à la Direction des finances de la ville de Berne, dirigée par Therese Frösch, avant de rejoindre le secrétariat général du Département fédéral de justice et police,. 
De 2006 à 2011, elle est directrice adjointe de l'Office fédéral de la police, puis occupe le poste de directrice du Service psychiatrique universitaire de Berne.
Elle prend la direction de l'Office fédéral de la police le 1er août 2014. Elle est la première femme à occuper ce poste, où elle remplace Jean-Luc Vez. 
Elle annonce en avril 2024 sa démission pour la fin janvier 2025, déclarant que « les structures complexes, la mécanique et la logique de la politique » requièrent des forces qu'elle n'a plus. La fin de son mandat est marquée par le piratage en juin 2023 d'une société informatique bernoise, Xplain, qui entraîne la publication sur le réseau caché d'informations confidentielles (notamment des centaines de procédures pénales et de procédures d'entraide internationale et des mesures de sécurité envers le personnel diplomatique et les ambassades) transmises sans chiffrement en particulier par l'Office fédéral de la police à la société afin d'évaluer des logiciels,,,,,. L’indemnité de départ qu’elle touche à cette occasion (340 000 francs) donne lieu à une controverse,,, qui conduit le Parlement à débattre de la suppression de ces indemnités à la suite d’une initiative déposée au Conseil des États par Thomas Minder,.
Elle adhère au Parti socialiste en 1993, à la suite de la non-élection de Christiane Brunner au Conseil fédéral. Elle quitte le parti en 2007.
Nicoletta della Valle est divorcée, mère d'une fille et habite à Berne. Elle fait du judo pendant sa scolarité jusqu'à atteindre la ceinture marron.